# Trolejbusy w Duszanbe

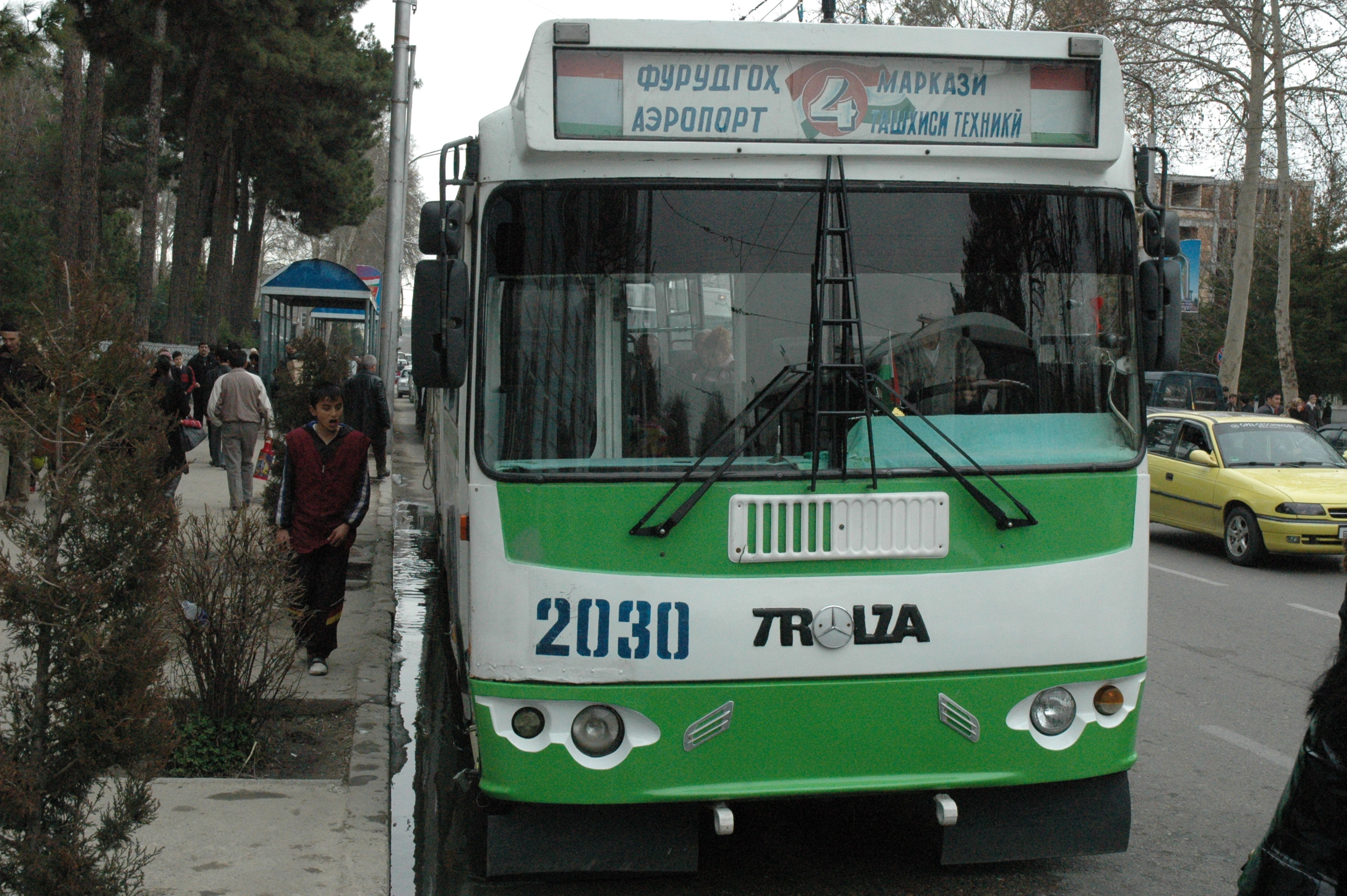
ZiU-9 o nr 2030

Trolejbusy w Duszanbe − system komunikacji trolejbusowej działający w stolicy Tadżykistanu, Duszanbe.

## Historia
Trolejbusy w Duszanbe uruchomiono 1 maja 1955. Pierwsza linia trolejbusowa o długości 11 km połączyła поселoк Северный z проспект Ленина. Pierwszym typem eksploatowanych trolejbusów były trolejbusy МТБ-82Д (MTB-82D). W 1957 uruchomiono linię nr N2, a w 1958 linię nr N3. W 1967 otwarto zajezdnię trolejbusową nr 2 i długość tras wynosiła 49 km. Pod koniec lat 80. XX w. eksploatowano 250 trolejbusów typu ZiU-9. Po odzyskaniu przez Tadżykistan niepodległości do Duszanbe przybyło 27 trolejbusów. Pod koniec lat 90. XX w. w mieście było 45−50 trolejbusów. Latem 2000 do Duszanbe przybyły autobusy Ikarus 260 i Ikarus 280, które zostały przebudowane na trolejbusy. 9 września 2004 podpisano umowę na dostawę 100 nowych trolejbusów ZiU-9. Pierwsze z zamówionych trolejbusów dotarły do miasta latem 2005, a ostatnie dotarły w kwietniu 2006. Wówczas skasowano starsze trolejbusy ZiU-9, a także trolejbusy Ikarus oraz uruchomiono ponownie linie, które były zamknięte z powodu braku taboru. Obecnie w mieście istnieje 13 linii trolejbusowych.

## Zajezdnie
W Duszanbe istnieją dwie zajezdnie trolejbusowe:
- Zajezdnia trolejbusowa nr 1 − obsługuje 61 trolejbusów
- Zajezdnia trolejbusowa nr 2 − obsługuje 64 trolejbusy

## Tabor
Obecnie w eksploatacji znajduje się 125 trolejbusów:
- ZiU-682G-016 (012) P − 64 trolejbusy
- ZiU-682G-016 (018) − 56 trolejbusów
- Trolza-5264.01 „Stolica“ − 4 trolejbusy
- ZiU-682G-* − 1 trolejbus